# Sportist Kremikovtsi
Le Sportist Kremikovtzi est un club de handball situé à Sofia en Bulgarie.

## Palmarès
- Championnat de Bulgarie (5) : 1965-66, 1967-68, 1974-75, 1976-77, 1984-85.